# Pimoa altioculata
Pimoa altioculata är en spindelart som först beskrevs av Eugen von Keyserling 1886.  Pimoa altioculata ingår i släktet Pimoa och familjen Pimoidae. Inga underarter finns listade i Catalogue of Life.